# Kunst Museum Panbo
Kunst Museum Panbo er et privatejet kunstmuseum i Åbenrå, der råder over en samling af dansk guldalderkunst og andre malerier af danske kunstnere fra det 19. århundrede.

## Historie
Museet er baseret på den samling, direktør Christian Panbo opbyggede indtil indvielsen. Museet ligger i forbindelse med virksomheden Christian Panbo A/S, og det åbnede 30. marts 2018. Samlingens tyngde ligger i dansk kunst fra det 19. århundrede, især Christoffer Wilhelm Eckersberg, som blev født i nærheden af Åbenrå i 1783. Desuden er der værker af blandt andet Michael Ancher og P.S. Krøyer.

## Praktiske oplysninger
Museet har åbent mellem klokken 11 og 16 alle dage undtagen lørdag. Hjemmesiden er stadig (januar 2019) under opbygning og indeholder oplysninger om kunstnere, men ikke ret meget specifikt om de udstillede værker. Blandt de viste billeder på internettet er det imidlertid muligt at identificere et par væsentlige værker af C.W. Eckersberg.